# Воллосович, Константин Адамович
Константин Адамович Воллосович (бел. Канстанцін Адамавіч Валасовіч, 21 мая [2 июня] 1869, деревня Старчицы или Ёдчицы , Слуцкий уезд — 25 сентября 1919, Харьков) — российский учёный-геолог, исследователь Арктики.

## Биография
Родился 21 мая (2 июня по новому стилю) 1869 года в деревне Старчицы (по другим данным в деревне Ёдчицы) Слуцкого уезда Минской губернии (ныне деревня Октябрь Солигорского района Минской области) в семье священника, мать происходила из обедневшего шляхетского рода Лисовских; в семье росло шестеро детей (три сына и три дочери).
Учился в Минской духовной семинарии, но не окончил её. Продолжил обучение и в 1892 году окончил факультет естественных наук Варшавского университета. По окончании университета получил степень кандидата естественных наук за работу по органической химии «Об окислении коричневого спирта и получении фенол-глицерина». Продолжил работу в Петербурге, поступив на службу в Лесной институт: читал лекции, вёл научную работу. За участие в революционной деятельности в 1894 году был арестован, сидел в Петропавловской крепости и в Варшавской цитадели около двух лет. Затем был сослан на пять лет в Архангельскую губернию, где увлёкся геологией и опубликовал ряд научных статей по геологии русского Заполярья.
В 1900 году за политическую деятельность Воллосович был выслан в Восточную Сибирь. Оттуда исследователь того времени Эдуард Васильевич Толль пригласил молодого учёного в Русскую полярную экспедицию 1900−1902 годов на шхуне "Заря, организованную под эгидой Императорской Академии наук и Русского географического общества. В начале 1902 года Константин Адамович заболел и был отправлен на лечение в Иркутск. Вернувшись без разрешения Охранки из Иркутска в Петербург, был снова арестован, однако вскоре отпущен и вместе с женой Волоссович выехал в Швейцарию на лечение. Там встречался с русскими социал-демократами, в том числе и с Лениным. Вернувшись через год в Россию, опять был арестован, но снова освобождён и окончательно отошёл от революционного движения.
Участвовал в научных экспедициях в Сибирь, принимал участие в инженерно-геологических работах по реконструкции Архангельского порта, занимался геологическими исследованиями в Поволжье, Московской и Нижегородской губерниях. Некоторое время страдал от туберкулёза. В 1912 году Константин Адамович Воллосович был уволен из Министерства народного просвещения, в котором числился с 1900 года. После Октябрьской революции он уехал на Кавказ, лечился в Ессентуках, где его жена работала врачом. Начавшаяся Гражданская война нарушила многие планы учёного, и уже при новой власти он проводил геологические исследования на Кубани и Дону.
Погиб 25 сентября 1919 года в железнодорожной катастрофе у станции Беспаловка под Харьковом. Был похоронен недалеко от места крушения, могила не сохранилась.
В честь учёного назван остров в архипелаге Северная Земля. Также его именем назван мыс на острове Большевик в этом же архипелаге.